# Lookeba
Lookeba és un poble dels Estats Units a l'estat d'Oklahoma. Segons el cens del 2000 tenia 131 habitants.

## Demografia
Segons el cens del 2000, Lookeba tenia 131 habitants, 45 habitatges, i 34 famílies. La densitat de població era de 202,3 habitants per km².
Dels 45 habitatges en un 33,3% hi vivien nens de menys de 18 anys, en un 53,3% hi vivien parelles casades, en un 15,6% dones solteres, i en un 24,4% no eren unitats familiars. En el 22,2% dels habitatges hi vivien persones soles el 13,3% de les quals corresponia a persones de 65 anys o més que vivien soles. El nombre mitjà de persones vivint en cada habitatge era de 2,91 i el nombre mitjà de persones que vivien en cada família era de 3,47.
Per edats la població es repartia de la següent manera: un 31,3% tenia menys de 18 anys, un 13,7% entre 18 i 24, un 22,1% entre 25 i 44, un 16,8% de 45 a 60 i un 16% 65 anys o més.
L'edat mediana era de 30 anys. Per cada 100 dones de 18 o més anys hi havia 87,5 homes.
La renda mediana per habitatge era de 20.000 $ i la renda mediana per família de 21.875 $. Els homes tenien una renda mediana de 21.563 $ mentre que les dones 25.000 $. La renda per capita de la població era de 7.791 $. Entorn del 27,8% de les famílies i el 33,1% de la població estaven per davall del llindar de pobresa.

## Poblacions més properes
El següent diagrama mostra les poblacions més properes.